# Edward Seguin

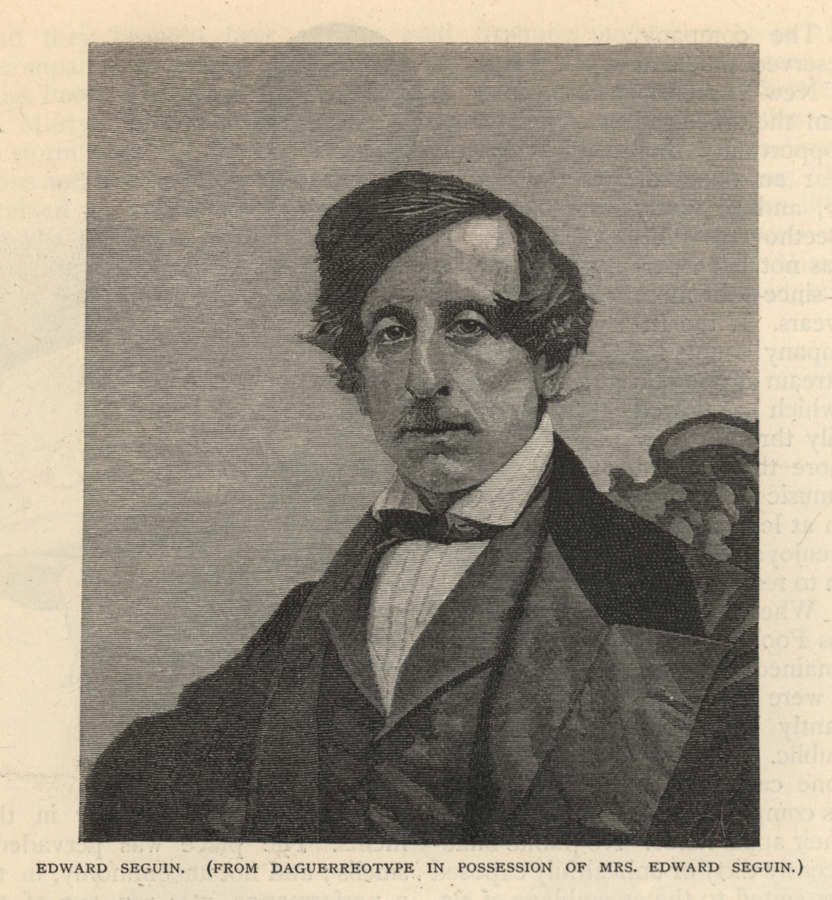
Edward Seguin

Arthur Edward Shelden Seguin (* 7. April 1809 in London; † 13. Dezember 1852 in New York City) war ein US-amerikanischer Opernsänger (Bass) und Impresario.
Seguin gehörte zu den ersten Studenten der Royal Academy of Music in London. Nach dem Abschluss des Studiums 1830 debütierte er am Queen's Theatre als Polyphemus in Händels Oper Acis and Galatea. 1838 hatte er sein Debüt in den USA am National Theatre in New York mit der Operntruppe von Lester Wallack.
Mit seiner Frau Anne Childes gründete er die Seguin Operatic Troupe, mit der er in vielen großen Städten der USA auftrat. Im Gegensatz zu anderen Opernkompagnien, bei denen ein oder zwei Gesangsstars gemeinsam mit Sängern aus ihren Auftrittsorten agierten, reiste sie mit einem mehr oder weniger festen eigenen Ensemble, wie es erst in der zweiten Hälfte des 19. Jahrhunderts üblich wurde. Seguin brachte zeitgenössische europäische Opern (wie Mozarts Così fan tutte, Donizettis Don Pasquale und Anna Bolena oder Balfes The Bohemian Girl) in englischer Übersetzung auf die Bühne, aber auch Uraufführungen amerikanischer Kompositionen wie der Oper Leonora von William Henry Fry in Philadelphia 1845, The Maid of Saxony von Charles Edward Horn in New York 1842 und Luli von Charles Jarvis in Philadelphia 1846.